# Teorie mobilizace zdrojů
Mobilizace zdrojů je proces získávání zdrojů od jejich poskytovatelů za použití různých mechanismů a za účelem dosažení předem stanovených cílů dané organizace. Zabývá se získáním potřebných zdrojů v co nejmenším časovém horizontu a za použití co nejmenšího množství finančních prostředků. Mobilizace zdrojů usiluje o disponování správnými zdroji ve správný čas, za správnou cenu a za podmínky zajištění jejich optimálního využití.
Teorie mobilizace zdrojů je jedna z hlavních sociologických teorií o sociálních hnutích, které se vynořily v 70. letech 20. století. Zdůrazňuje schopnost členů hnutí zaprvé získat zdroje a zadruhé mobilizovat společnost k dosažení cílů daného hnutí. V kontrastu s tradiční behaviorální teorií kolektivu, která nahlíží na sociální hnutí jako na iracionální, teorie mobilizace zdrojů je vnímá jako racionální sociální instituce vytvořené a vedené sociálními aktéry, jejichž cílem je politická akce.

## Obecná definice
Teorie mobilizace zdrojů patří mezi jeden z nejvlivnějších přístupů ke studiu sociálních hnutí. Nejvýrazněji se rozvíjela ve druhé polovině 60. a 70. let 20. století v reakci na teorie sociálního neklidu. Zakládá se na několika tvrzeních zastánců teorie mobilizace zdrojů, jakými byl například Oberschall, Tilly či McCarthy:
1. Účastníci hnutí se chovají racionálně a samotná hnutí nemají chaotický ráz, nýbrž postupují účelově.
2. V kapitalistických společnostech panuje nespokojenost či neklid do určité míry neustále, nejedná se tudíž o dostačující důvody pro vznik sociálních hnutí.
3. Nespokojenost přerůstá v sociální hnutí teprve v okamžiku, kdy jsou k dispozici zdroje nezbytné pro zahájení účinné kampaně schopné zpochybnit zavedený řád.

## Základní principy
Tato teorie vychází z pěti základních principů:
1. Akce členů a účastníků sociálního hnutí jsou racionální.
2. Postup sociálního hnutí je silně ovlivněn zavedenými nerovnováhami sil a konflikty zájmů.
3. Tyto nerovnováhy sil a konflikty zájmů stačí k vytvoření křivd, které vedou k mobilizaci sociálního hnutí se záměrem o změnu rozdělení zdrojů.
4. Centralizovaná a formálně strukturovaná sociální hnutí mobilizují zdroje a dosahují cílů efektivněji než decentralizovaná a neformální sociální hnutí
5. Úspěch sociálního hnutí je zásadně ovlivněn skupinovou strategií a politickým klimatem

## Typy zdrojů
Teorie mobilizace zdrojů tvrdí, že sociální hnutí dosahují úspěchu prostřednictvím efektivní mobilizace zdrojů a vývoje politických příležitostí pro své členy. Sociální hnutí může mobilizovat jak materiální, tak nemateriální zdroje. Materiální zdroje zahrnují peníze, organizace, pracovní sílu, technologie, komunikační prostředky a masová média, zatímco mezi nemateriální zdroje lze řadit legitimitu, loajálnost, sociální vztahy, sítě, osobní kontakty, veřejnou pozornost, autoritu, morální odhodlání a solidaritu.

## Hlavní představitelé
Teorie mobilizace zdrojů může být rozdělena do dvou táborů:
- John D. McCarthy a Mayer Zald jsou zakladatelé a hlavní obhájci klasické podnikatelské verze této teorie, zatímco
- Charles Tilly a Doug McAdam předkládají politickou verzi teorie mobilizace zdrojů.[1]

Podnikatelský model vysvětluje kolektivní akci jako výsledek ekonomických faktorů a teorie organizace. Tvrdí, že křivdy jsou nedostačujícím vysvětlením zformování sociálních hnutí. Namísto toho považuje za zásadní faktor přístup a kontrolu zdrojů. Zákony nabídky a poptávky vysvětlují tok zdrojů k hnutí a od něj a jednotlivé akce (nebo jejich absence) jsou připisovány k teorii racionální volby.
Politický model se zaměřuje na politické zápolení namísto ekonomických faktorů.

## Sociální hnutí
Pojem sociální hnutí odkazuje na záměrnou dobrovolnou snahu organizovat jednotlivce k součinnému jednání za účelem dosažení dostatečného skupinového vlivu k vytváření či blokování změn. Sociální hnutí jsou skupiny zaměřené na moc spíše než na participaci, což znamená, že skupinové akce sociálních hnutí jsou zaměřeny spíše na cíle skupiny, než cíle jednotlivých členů. Koordinované skupinové akce jsou tedy podnikány za účelem nastolení změn ve větším sociopolitickém kontextu. Sociální hnutí bývají nejúspěšnější v otevřených demokratických společnostech, ve kterých jsou společenská mobilita a změna akceptovanými koncepty. Hnutí orientovaná na normy, tedy skupiny, které usilují o dosažení změn uvnitř sociálního systému, jsou častější, nežli sociální hnutí orientovaná na hodnoty, které usilují o změnu fundamentálních cílů sociálního systému.